# Johanne Svendsen
Johanne Christine Svendsen (* 15. Mai 2004) ist eine dänische Tennisspielerin.

## Karriere
Svendsen spielt bislang überwiegend Turniere auf der ITF Women’s World Tennis Tour, wo sie bislang drei Einzel- und vier Doppeltitel gewonnen hat.
2021 gewann sie das J1 Barranquilla sowohl im Dameneinzel als auch mit Partnerin Lucija Ćirić Bagarić im Doppel. Mit Nicole Rivkin gewann sie das J1 Kasan im Damendoppel. In Wimbledon trat sie sowohl im Juniorinneneinzel als auch im Juniorinnendoppel an, verlor aber in beiden Wettbewerben jeweils schon in der ersten Runde.

## Turniersiege

### Einzel
| Nr. | Datum          | Turnier | Kategorie | Belag | Finalgegnerin             | Ergebnis        |
| --- | -------------- | ------- | --------- | ----- | ------------------------- | --------------- |
| 1.  | 1. August 2021 | Vejle   | ITF W15   | Sand  | Park So-hyun              | 2:6, 6:4, 6:1   |
| 2.  | 31. Juli 2022  | Vejle   | ITF W15   | Sand  | Hannah Viller Møller      | 6:1, 6:0        |
| 3.  | 15. Juni 2025  | Danzig  | ITF W15   | Sand  | Luisa Meyer auf der Heide | 4:6, 6:2, 7:611 |

### Doppel
| Nr. | Datum           | Turnier       | Kategorie | Belag             | Partnerin              | Finalgegnerin                                | Ergebnis          |
| --- | --------------- | ------------- | --------- | ----------------- | ---------------------- | -------------------------------------------- | ----------------- |
| 1.  | 6. August 2022  | Frederiksberg | ITF W15   | Sand              | Jessica Luisa Alsola   | Vilma Krebs Hyllested Rebecca Munk Mortensen | 6:4, 3:6, [10:7]  |
| 2.  | 5. Oktober 2024 | Trnava        | ITF W15   | Hartplatz (Halle) | Rebecca Munk Mortensen | Adrienn Nagy Ivana Šebestová                 | 7:5, 7:62         |
| 3.  | 19. April 2025  | Monastir      | ITF W15   | Hartplatz         | Vilma Krebs Hyllested  | Zeel Desai Anastassija Gurjewa               | 6:0, 5:7, [10:5]  |
| 4.  | 14. Juni 2025   | Danzig        | ITF W15   | Sand              | Valentina Ivanov       | Nadia Affelt Inka Wawrzkiewicz               | 7:5, 3:6, [12:10] |